# Tandem paracadutismo
Il tandem di paracadutismo sportivo è un tipo di salto a caduta libera agganciato ad un istruttore qualificato, che viene svolto di norma da circa 4200 metri.
L'attrezzatura utilizzata è di tipo particolare ed è studiata espressamente per questo utilizzo.
È composta essenzialmente da un contenitore (Rig) indossato dall'istruttore (Tandem Instructor) che contiene due paracadute di superficie circa doppia rispetto ad uno normale (quindi avremo una vela' di circa 370 piedi quadri ed un'altra, simile, detta vela di riserva.
L'attrezzatura dell'istruttore ha 4 ganci speciali che servono ad assicurare l'imbragatura del passeggero (Student).
L'imbragatura dello studente è studiata appositamente per offrirgli la massima sicurezza, il massimo comfort e una buona adesione al corpo dell'istruttore. L'istruttore apre il paracadute in una quota compresa tra i 1700 metri e i 1300 metri.
Raddoppiando il peso, ma essendo la resistenza di forma pressoché uguale a quella di una sola persona per via della posizione mantenuta dal tandem, se non ci fosse un piccolo paracadute (denominato drogue) aperto manualmente dal pilota, la velocità che si raggiunge sarebbe di circa 320 km/h. Nei sistemi di tandem, sono integrati dispositivi variobarometrici che hanno la funzione di attivare automaticamente il paracadute di riserva. Questo avviene qualora venga rilevata una velocità di discesa eccessiva, superiore a quella che si verificherebbe con il paracadute principale aperto, al di sotto di una specifica quota. Questi dispositivi sono progettati per garantire la sicurezza aumentando la probabilità di apertura di un paracadute funzionante in situazioni critiche.
L'atterraggio avviene azionando gli appositi comandi che, agendo come dei flap di un aereo, riducono la velocità della vela aumentando nel contempo la portanza. Il risultato è che la sensazione in atterraggio, per lo studente, è simile a quella di una persona che scende da uno scivolo: nel tratto finale il suo movimento perde via via inclinazione per diventare quasi orizzontale. Non a caso il modo più sicuro e diffuso di atterraggio è la classica "strisciata" sull'erba.
In Italia è possibile effettuare un lancio in tandem presso le scuole di paracadutismo sparse su tutto il territorio nazionale. Per poter saltare non è necessaria la visita medica e non serve nessuna abilitazione speciale. Non si possono assumere alcolici e sostanze stupefacenti nelle ore precedenti al lancio e non aver effettuato immersioni subacquee nei giorni precedenti. Normalmente è consigliato un abbigliamento comodo (scarpe e tuta da ginnastica) e idoneo alla stagione. Considerando che il gradiente termico è circa −6,5 °C ogni 1 000 m, alla quota di lancio, solitamente in inverno, non è raro trovare dai 10 ai 20 gradi sotto lo zero. 
Vi sono diverse case costruttrici di materiali utilizzati per i lanci in tandem, le principali differenze risiedono nel sistema di apertura e nella conformazione dell'imbrago dello studente. In genere sono simili nel funzionamento e garantiscono simili prestazioni in volo.